# まめからさん祭り
まめからさん祭り（まめからさんまつり）は、宮城県登米市豊里町で開催される祭り。

## 概要
稲荷神社が現在の場所に移されたのは寛文2年（1662年）と伝えられている。大豆が実って殻になる時期に由来する祭りで稲荷神社の祭典である。
子供相撲や、五穀豊穣を祈って数百年の伝統がある「上町法印神楽」（2005年5月10日、宮城県指定の民俗文化財）が奉納される。
神社の前身は京都聖護院派配下で天台宗に属す本山派の修験院で、安永3年（1774年）の「安永の風土記御用書出」に明記されている。新田開拓の後、領主伊達氏をはじめ地域住民神殿を遷宮、神霊を遷し祀ったという。1879年（明治12年）村社に列格。同44年、供進社に指定される。祭りの時期がちょうど豆畑の収穫が盛んなころ行われていて、神社の周辺の豆畑が近郷近在の参拝人に踏み荒らされることからまめからさんという呼び名がついたとの言い伝えがあるという。

## 期日
- 毎年10月第2日曜

## 会場
- 〒987-0511 登米市豊里町新町10-1　稲荷神社境内

## 駐車場
- あり

## アクセス
- 三陸沿岸道路桃生豊里ICから車で約7分
- JR東日本気仙沼線陸前豊里駅から徒歩15分